# Mugwe
Mugwe var en religiös ledare hos merufolket i Kenya i Afrika. 
Mugwe framträder som en Mosesliknande gestalt som ledd av Gud för sitt folk från träldom till friheten i ett eget land. Rollen som mugwe var ärftlig, men 1974 fanns bara en mugwe kvar bland merufolket, och det är (2003) oklart om skicket lever kvar.

### Fotnoter
1. ↑  Jens Finke (16 mars 2003). ”Meru - Religion and Beliefs” (på engelska). Blue Gecko. http://www.bluegecko.org/kenya/tribes/meru/beliefs.htm. Läst 24 december 2011.